# Cantón de Montgiscard
El cantón de Montgiscard era una división administrativa francesa que estaba situada en el departamento de Alto Garona y la región de Mediodía-Pirineos.

## Composición
El cantón estaba formado por veinte comunas:
- Ayguesvives
- Baziège
- Belbèze-de-Lauragais
- Belberaud
- Corronsac
- Deyme
- Donneville
- Escalquens
- Espanès
- Fourquevaux
- Issus
- Labastide-Beauvoir
- Montbrun-Lauragais
- Montgiscard
- Montlaur
- Noueilles
- Odars
- Pompertuzat
- Pouze
- Varennes

## Supresión del cantón de Montgiscard
En aplicación del Decreto n.º 2014-152 de 13 de febrero de 2014, el cantón de Montgiscard fue suprimido el 22 de marzo de 2015 y sus 20 comunas pasaron a formar parte del nuevo cantón de Escalquens.